# Wim Rijken
Wim Rijken (Kinderdijk, 3 augustus 1958 – Amsterdam, 18 mei 2022) was een Nederlands acteur, presentator, zanger en tekstschrijver.

## Loopbaan
Rijken bracht in 1988 zijn eerste single uit: Wie weet wat liefde is, een duet met Conny Vandenbos en in 2006 verscheen een remake van het nummer, samen met Marga Bult. Beide versies werden een hit. Solistisch had hij succes met liedjes als Voor mij is er maar één, Jij bent mijn zomer en Zij is de liefste. Er verschenen in de loop der jaren drie albums: Zomaar verliefd, Als de dag lacht en Zo zijn we samen. Eind 2019 verscheen zijn bundel Ik troost je met liefde, waarvan het titelgedicht in liedvorm als single uitkwam. In de zomer van 2021 was de presentatie van zijn tweede bundel Het Leven van de Dag.
In de jaren '90 was hij een van de bekendste gezichten van Veronica Call TV, vooral bekend van zijn programma's De winkel van sinkel, De droogkap en Terugkijken met Rijken. Voor de radio presenteerde hij programma's op Radio Noordzee (onder andere Nachtvlinders), Radio 1 en Radio 192.
Rijken speelde in 2003 bij De Club van Sinterklaas de rol van Proefpiet. In 2009, 2010, 2011 en 2013 vertolkte hij de rol van Sinterklaas in de films van regisseur Martijn van Nellestijn, eerst in Sinterklaas en de Verdwenen Pakjesboot, daarna in Sinterklaas en het Pakjes Mysterie, Sinterklaas en het Raadsel van 5 December en Sinterklaas en de Pepernoten Chaos. Diezelfde rol speelde hij van 2009 tot en met 2015 in de dvd-productie Video van Sint. Als acteur was hij ook veelvuldig te zien in het theater, in onder meer Oud Speelgoed, Viktor/Viktoria, Little Voice en op televisie in series als De Brug, SamSam, Oppassen!!! en Flikken Maastricht.
Zijn stem was regelmatig te horen in radio-en televisiecommercials, in kinderseries en als voice-over. Als casting director ontdekte hij menig nieuw talent en als manager/songwriter was hij een belangrijke man achter het succes van de popact Wickit. De groep stond in vele landen genoteerd in de hitlijsten.

## Ziekte en overlijden
Wim Rijken leed sinds 2017 aan een beenmergziekte, hij overleed op 18 mei 2022 middels euthanasie.

## Discografie

### Albums
| Album met eventuele hitnotering(en) in de Nederlandse Album Top 100 | Datum van verschijnen | Datum van binnenkomst | Hoogste positie | Aantal weken | Opmerkingen |
| ------------------------------------------------------------------- | --------------------- | --------------------- | --------------- | ------------ | ----------- |
| Zomaar verliefd                                                     | 2002                  | -                     |                 |              |             |
| Als de dag lacht                                                    | 2012                  | -                     |                 |              |             |
| Zo zijn we samen                                                    | 2017                  | -                     |                 |              |             |

### Singles
| Single met eventuele hitnotering(en) in de Nederlandse Top 40 | Datum van verschijnen | Datum van binnenkomst | Hoogste positie | Aantal weken | Opmerkingen                                       |
| ------------------------------------------------------------- | --------------------- | --------------------- | --------------- | ------------ | ------------------------------------------------- |
| Wie weet wat liefde is?                                       | 1988                  | 26-11-1988            | tip8            | -            | met Conny Vandenbos / Nr. 45 in de Single Top 100 |
| Stapelgek op jou                                              | 1989                  | -                     |                 |              | met Conny Vandenbos / Nr. 68 in de Single Top 100 |
| Jij en ik de wereld over                                      | 1995                  | -                     |                 |              |                                                   |
| Voor mij is er maar een                                       | 1996                  | 16-03-1996            | tip20           | -            |                                                   |
| Zomer en zee                                                  | 1996                  | -                     |                 |              |                                                   |
| Zeldzaamheid                                                  | 1998                  | -                     |                 |              |                                                   |
| Wie weet wat liefde is?                                       | 2006                  | -                     |                 |              | met Marga Bult / Nr. 64 in de Single Top 100      |
| Jij bent mijn zomer                                           | 2008                  | -                     |                 |              | Nr. 31 in de Single Top 100                       |
| Dans met mij                                                  | 2010                  | -                     |                 |              | Nr. 85 in de Single Top 100                       |
| Zij is de liefste                                             | 2011                  | -                     |                 |              | Nr. 65 in de Single Top 100                       |
| Als de dag lacht                                              | 2012                  | -                     |                 |              | Nr. 76 in de Single Top 100                       |
| Ik wil wel weer                                               | 2013                  | -                     |                 |              | Nr. 95 in de Single Top 100                       |
| Vader mijn vriend                                             | 2015                  | -                     |                 |              |                                                   |
| Zo zijn we samen                                              | 2017                  | -                     |                 |              |                                                   |
| Wat ben je stil                                               | 2018                  | -                     |                 |              |                                                   |
| Strand                                                        | 2018                  | -                     |                 |              |                                                   |
| Ik troost je met liefde                                       | 2019                  | -                     |                 |              |                                                   |